# Matteo Nannini
Matteo Nannini (Faenza, 10 juli 2003) is een Italiaans autocoureur. In 2019 werd hij kampioen in het Verenigde Arabische Emiraten Formule 4-kampioenschap. Hij is de neef van voormalig Formule 1-coureur Alessandro Nannini en van zangeres Gianna Nannini.

## Carrière
Nannini begon zijn autosportcarrière in het karting in 2010, waar hij tot 2018 in uitkwam. In deze periode won hij diverse nationale kampioenschappen, waaronder de Trofeo Academy Championkart in 2014 en de Trofeo dei Campioni en de ROK Cup Italy in 2016. In 2016 nam hij ook deel aan de OK Junior-klasse van het wereldkampioenschap karting en in 2017 reed hij in het Europees kampioenschap in de OK-klasse.
In 2019 stapte Nannini over naar het formuleracing. Hij maakte zijn Formule 4-debuut aan het begin van het jaar in het Verenigde Arabische Emiraten Formule 4-kampioenschap, waarin hij voor Xcel Motorsport uitkwam. Gedurende het seizoen, dat volledig werd gehouden op het Dubai Autodrome en het Yas Marina Circuit, behaalde hij zeven overwinningen en negen andere podiumplaatsen. Met 363 punten werd hij overtuigend tot kampioen gekroond. Hierna reed hij in het eerste raceweekend van het Spaanse Formule 4-kampioenschap voor hetzelfde team, waarin hij in de eerste twee races vijfde en vierde werd, maar in de derde race uitviel. Vervolgens debuteerde hij in de Formule 3 in het Formula Regional European Championship bij Scuderia DF Corse by Corbetta, maar in het eerste raceweekend kon hij nog geen punten scoren omdat hij nog geen zestien jaar was. Met een drietal zesde plaatsen als beste race-uitslagen werd hij dertiende in de eindstand met 43 punten. Aan het einde van het seizoen reed hij in de seizoensfinale van de Eurocup Formule Renault 2.0 op het Yas Marina Circuit bij MP Motorsport als gastcoureur en finishte de races als tiende en vijfde.
In 2020 maakte Nannini de overstap naar het FIA Formule 3-kampioenschap, waarin hij uitkwam voor het team Jenzer Motorsport. Hij kende een rustig debuutseizoen, met het raceweekend op het Circuit de Barcelona-Catalunya als enige uitschieter. Dat weekend werd hij tiende in de eerste race, terwijl hij in de tweede race een podiumplaats behaalde. Met 11 punten werd hij achttiende in het kampioenschap.
In 2021 rijdt Nannini een dubbel programma voor het team HWA Racelab: hij komt uit in de Formule 2, terwijl hij dat jaar eveneens in de FIA Formule 3 rijdt. In de Formule 2 vertrok hij na een raceweekend bij HWA, maar scoorde hierin wel een punt met een tiende plaats op het Bahrain International Circuit. Later keerde hij wel terug in de klasse als vervanger van Gianluca Petecof bij Campos Racing tijdens de weekenden op het Baku City Circuit en Silverstone. Hij eindigde op plaats 22 in het klassement. In de Formule 3 maakte hij wel het gehele seizoen af, inclusief een zege op de Hungaroring. Daarnaast stond hij in Barcelona op het podium. Met 44 punten werd hij veertiende in deze klasse.